# 紐山
77°52′S 161°7′W / 77.867°S 161.117°W
紐山是南極洲的山峰，位於維多利亞地，處於泰勒冰川南面，海拔高度2,260米，由英國探險隊繪入地圖，現時由南極條約體系管理。